# Ricoh 5A22

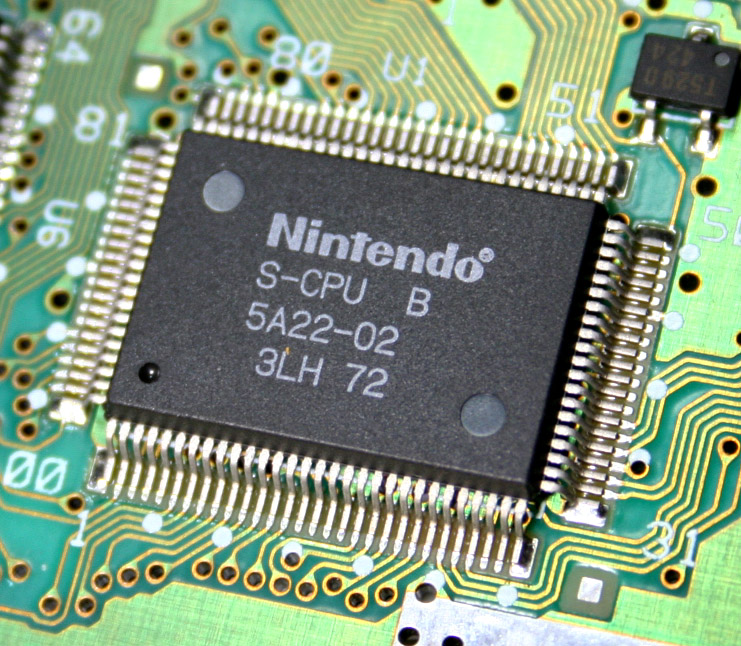
Procesor Ricoh 5A22

Ricoh 5A22 – procesor opracowany przez firmę Ricoh na potrzeby konsoli Super Nintendo Entertainment System. Bazuje on na konstrukcji 16-bitowego układu WDC 65c816.
Szybkość działania Ricoh 5A22 jest zmienna (3,58 MHz, 2,68 MHz lub 1,79 MHz) i zależy od potrzeb oprogramowania. Wydajność układu to w przybliżeniu 1,5 MIPS.
Poza cechami 65C816, procesor 5A22 posiada następujące właściwości:
- 8-bitowy równoległy port wejścia/wyjścia (rzadko używany przez konsolę SNES)
- Zespół obwodów generujących przerwanie niemaskowalne
- Zespół obwodów generujących przerwania IRQ
- Jednostka DMA pracująca w dwóch trybach:
  - General DMA (do transferu blokowego z szybkością 2,68 MB/s)
  - H-blank DMA
- Rejestr mnożenia i dzielenia
- 8-bitowa magistrala
- 2 oddzielne szyny adresowe
  - 24-bitowa Bus A (do dostępu ogólnego)
  - 8-bitowa Bus B (przeznaczona głównie dla rejestrów APU i PPU)